# Căpșuni în aprilie
Căpșuni în aprilie este un film românesc din 2009 regizat de Cornel Mihalache. Rolurile principale au fost interpretate de actorii Mircea Albulescu, Dan Aștilean.

## Distribuție
Distribuția filmului este alcătuită din:
- Dan Aștilean — Tudor
- Constantin Cojocaru — Doctorul
- Ioan Brancu — Șoferul de taxi
- Lia Bugnar — Angela
- Mircea Albulescu — Tatăl
- Valentin Popescu — Chelnerul